# Campionati del mondo di atletica leggera indoor 2016 - Getto del peso maschile
La gara di getto del peso maschile si è tenuta nella sessione serale del 18 marzo, a partire dalle 18:45.
Si sono qualificati al mondiale 19 atleti.

## Risultati
| Pos. | Nome               | Nazione        | #1    | #2    | #3    | #4    | #5    | #6    | Ris.  | Note |
| ---- | ------------------ | -------------- | ----- | ----- | ----- | ----- | ----- | ----- | ----- | ---- |
| 1    | Tomas Walsh        | Nuova Zelanda  | 20.38 | 21.60 | 21.40 | 21.64 | 21.49 | 21.78 | 21.78 | WL   |
| 2    | Andrei Gag         | Romania        | 20.89 | 20.08 | x     | x     | 20.23 | x     | 20.89 | SB   |
| 3    | Filip Mihaljević   | Croazia        | 20.64 | 20.06 | 20.42 | 20.49 | 20.87 | x     | 20.87 | PB   |
| 4    | Konrad Bukowiecki  | Polonia        | x     | 20.53 | x     | 20.43 | x     | 20.42 | 20.53 |      |
| 5    | Jonathan Jones     | Stati Uniti    | 18.88 | 20.01 | x     | 20.31 | x     |       | 20.31 |      |
| 6    | Germán Lauro       | Argentina      | 19.92 | 19.85 | 20.21 | x     | 20.24 |       | 20.24 |      |
| 7    | Tim Nedow          | Canada         | 19.52 | 20.23 | 19.95 | 20.03 | 19.60 |       | 20.23 |      |
| 8    | Tobias Dahm        | Germania       | 19.40 | 20.22 | x     | 19.42 | 19.06 |       | 20.22 |      |
| 9    | Jacko Gill         | Nuova Zelanda  | 19.49 | x     | 19.93 |       |       |       | 19.93 |      |
| 10   | Carlos Tobalina    | Spagna         | 19.41 | 19.86 | x     |       |       |       | 19.86 |      |
| 11   | Borja Vivas        | Spagna         | 19.63 | 19.85 | 19.75 |       |       |       | 19.85 |      |
| 12   | Stephen Mozia      | Nigeria        | 19.84 | x     | x     |       |       |       | 19.84 |      |
| 13   | Mostafa Amr Hassan | Egitto         | 19.81 | x     | 19.39 |       |       |       | 19.81 |      |
| 14   | Michał Haratyk     | Polonia        | 18.90 | 19.48 | 19.35 |       |       |       | 19.48 |      |
| 15   | Bob Bertemes       | Lussemburgo    | 18.63 | 19.48 | x     |       |       |       | 19.48 | SB   |
| 16   | Tomáš Staněk       | Rep. Ceca      | x     | 19.46 | x     |       |       |       | 19.46 |      |
| 17   | Franck Elemba      | Rep. del Congo | x     | 19.24 | 19.34 |       |       |       | 19.34 |      |
| 18   | Darlan Romani      | Brasile        | 18.50 | x     | x     |       |       |       | 18.50 | NR   |
| 19   | Kurt Roberts       | Stati Uniti    | x     | x     | 17.94 |       |       |       | 17.94 |      |

## Legenda
| X   | Nullo                       |
| -   | Passo                       |
| DNF | Ritirato                    |
| WR  | Record del Mondo            |
| WL  | Miglior prestazione Annuale |
| CR  | Record Dei Campionati       |
| AIR | Record di Area Indoor       |
| NR  | Record Nazionale            |
| PB  | Record Personale            |
| SB  | Record Stagionale           |